# Volleybalvereniging Taurus 2022-2023 (maschile)
Questa voce raccoglie le informazioni riguardanti il Volleybalvereniging Taurus nelle competizioni ufficiali della stagione 2022-2023.

## Stagione
Il Volleybalvereniging Taurus partecipa alla stagione 2022-23 senza alcuna denominazione sponsorizzata.
Dopo il dodicesimo posto al termine della stagione regolare di Eredivisie, ottiene un quarto posto nella Pool B. In Coppa dei Paesi Bassi viene invece eliminato già agli ottavi di finale.

## Organigramma societario
Area direttiva
- Presidente: Nicole Teeuwen
- Team manager: Ralph Koot

Area tecnica
- Allenatore: Niels Plinck
- Scoutman: Marian Groot Koerkamp

Area sanitaria
- Fisioterapista: Jill Ruiter

## Rosa
| N° | Nome                | Ruolo | Data di nascita  | Nazionalità sportiva |
| -- | ------------------- | ----- | ---------------- | -------------------- |
| 1  | Daan Pardijs        | C     | 1999             | Paesi Bassi          |
| 2  | Max Donker          | S     | 23 febbraio 1998 | Paesi Bassi          |
| 3  | Ewoud van der Wijk  | P     | 21 maggio 2003   | Paesi Bassi          |
| 4  | Steijn van den Bos  | O     | 1º novembre 2001 | Paesi Bassi          |
| 5  | Flor Polinder       | P     | 21 aprile 1996   | Paesi Bassi          |
| 6  | Martijn Rijksen     | C     | 2000             | Paesi Bassi          |
| 7  | Dylan Boerefijn     | O     | 6 settembre 1995 | Paesi Bassi          |
| 8  | Hans van Westrienen | S     | 1991             | Paesi Bassi          |
| 9  | Sijme van Jaarsveld | C     | 12 giugno 1986   | Paesi Bassi          |
| 10 | Rik Damen           | S     | 1º dicembre 2001 | Paesi Bassi          |
| 11 | Tijn Brugman        | S     | 2003             | Paesi Bassi          |
| 12 | Jorg de Waard       | C     | 8 marzo 1994     | Paesi Bassi          |
| 18 | Finn Frielink       | S     | 1993             | Paesi Bassi          |

## Statistiche

### Statistiche di squadra
| Competizione          | Punti | In casa | In casa | In casa | In trasferta | In trasferta | In trasferta | Totale | Totale | Totale |
| Competizione          | Punti | G       | V       | P       | G            | V            | P            | G      | V      | P      |
| --------------------- | ----- | ------- | ------- | ------- | ------------ | ------------ | ------------ | ------ | ------ | ------ |
| Eredivisie            | 15/7  | 15      | 5       | 10      | 15           | 2            | 13           | 30     | 7      | 23     |
| Coppa dei Paesi Bassi | -     | 0       | 0       | 0       | 1            | 0            | 1            | 1      | 0      | 1      |
| Totale                | -     | 15      | 5       | 10      | 16           | 2            | 14           | 31     | 7      | 24     |

### Statistiche dei giocatori
Dati non disponibili.